# Galeruca fulvimargo
Galeruca fulvimargo es una especie de insecto coleóptero de la familia Chrysomelidae.
Fue descrita científicamente en 1901 por Reitter.